# 36 км (зупинний пункт, Південна залізниця)
36 кіломе́тр — залізничний зупинний пункт Полтавської дирекції Південної залізниці.
Розташований неподалік від села Рябухи Талалаївського району Чернігівської області на лінії Бахмач-Пасажирський — Лохвиця між станціями Рубанка (4 км) та Блотниця (7 км).
Станом на лютий 2020 року щодня дві пари дизель-потягів прямують за напрямком Бахмач-Пасажирський — Ромодан.